# Les Petites Filles modèles (film, 1971)
Pour les articles homonymes, voir Les Petites Filles modèles (homonymie).
Pour plus de détails, voir Fiche technique et Distribution.
Les Petites Filles modèles est un film français de Jean-Claude Roy sorti en 1971. 
C'est une fausse suite érotique du roman éponyme de la Comtesse de Ségur.

## Synopsis
Dans la France du début des années soixante-dix, les héroïnes de la Comtesse de Ségur ont grandi. Ce sont maintenant des jeunes filles avec les préoccupations de leur âge. Dans la quiétude de la campagne, Madame de Fleurville et Madame de Rosbourg partagent ces préoccupations et font le même constat : « ça manque d'hommes… »

## Fiche technique
- Titre : Les Petites Filles modèles
- Réalisation : Jean-Claude Roy
- Scénario : François de Bernis
- Photographie : Claude Saunier
- Assistant opérateur : François About
- Montage : Florence Eymon
- Assistant monteur : Gilles Legrand
- Musique : Maurice Lecœur
- Son : Jacques Orth
- Assistant son : Jean-Jacques Compère
- Maquillage : Christine Fornelli
- Coiffures : Jean-Yves Elrhodes
- Prises de vues aériennes : Serge Maloumian
- Assistants metteurs en scène : Yves Ellena • Serge Meynard • Pierre Rossolin
- Script : France Villon
- Régie : Jacques Treffouel
- Directeur de production : Louis Duchesne
- Producteurs : Jean-Claude Roy • Adolphe Viezzi
- Sociétés de production : Tanagra Productions • Dragon • Planfilm • Labrador Films
- Photographes de plateau : Robert César • Martine Lancelot
- Chargé de presse : Claude Le Gac
- Auditorium : Avia Films
- Laboratoires : Laboratoires Éclair
- Format : couleur 35 mm - Pellicule Eastmancolor
- Dates de tournage : 6 juillet - 8 août 1970[1]
- Lieux de tournage : Auneau (Eure-et-Loir)
- Pays :  France
- Langue originale : français
- Genre : comédie érotique
- Durée : 80 minutes
- Société de distribution : Planfilm
- Visa d'exploitation n°37166
- Dates de sortie :
  - France : 5 mai 1971[1]
  - Allemagne : 12 mai 1972
  - Italie : 1980
- Interdiction aux moins de 18 ans à sa sortie en salles en France[2].
- Autres titres connus
  -  Royaume-Uni : Good Little Girls
  -  États-Unis : The Granddaughter's Model
  -  Allemagne : Die frühreifen Mädchen
  -  Italie : Ragazzine di buona famiglia

## Distribution
- Jessica Dorn : Madeleine de Fleurville
- Marie-Georges Pascal : Camille de Fleurville
- Cathy Reghin :  Marguerite de Rosbourg
- Sylvie Lafontaine : Sophie
- Michèle Girardon : Madame de Fleurville
- Bella Darvi : Madame de Rosbourg
- Béatrice Arnac : Madame Fichini
- François Guérin : Le docteur Luçon
- Nicole Isimat : Elise, la bonne
- Pierre Moncorbier : Nicaise, le valet
- Vincent Gauthier : Julien, le yogi
- Romain Bouteille : Courpied, l'intellectuel de gauche
- Jean Franval : Pinko, le grand peintre
- Adrien Cayla-Legrand : le curé
- Serge Godenaire : François
- Stephan Lorey : un camarade de jeux
- Dominique Zentar : un camarade de jeux
- Edmond Besnard : un invité à la fête
- Jean-Marie Arnoux : un invité à la fête
- Kristin Genet :
- Valérie Dupuy :
- Dominique Paturel : Le narrateur (voix uniquement)

## Autour du film
On peut relever une triste coïncidence dans l'après du film. Trois de ses interprètes principales se sont donné la mort : Bella Darvi en 1971, Michèle Girardon en 1975, et Marie-Georges Pascal en 1985.

## Éditions en vidéo
2008 : Édition DVD - Éditeur : Zylo - Sortie le 20/10/2008 - Titre : Les Petites Filles Modèles - mention : tous publics